# 乳酸菌代謝物質
乳酸菌代謝物質（にゅうさんきんだいしゃぶっしつ、英: Lactic acid bacteria metabolites）は、腸内部の善玉菌が作り出している物質。腸内フローラから吸収されなくても直接生体に作用し、自己免疫機能の活性化や老化抑制などに働く食品成分として注目されている。ヒトが健康に生活していくのに必要不可欠な物質で、腸内環境を整える。